# Strongfield (Saskatchewan)
Strongfield je malá vesnice uprostřed provincie Saskatchewan, v Kanadě. Leží asi 100 km na jih od Saskatoonu na silnici Highway #19, mezi svými sesterskými obcemi Hawarden a Loreburn.
Podle sčítání lidu z roku 2001 Census mělo Strongfield pouze 42 obyvatel. Podobně jako mnoho dalších malých městeček a vesnic na kanadských prériích bylo Strongfield kdysi prosperující vesnicí se základní školou, poštovním úřadem, prodejci aut, zemědělských strojů a nářadí, dvěma sily značky Saskatchewan Wheat Pool, řadou hospůdek a dalších malých obchodů. V současnosti již škola neexistuje, většina obchodů již byla dávno zavřena a jejich dřívější budovy byly zanechány rozmarům často krutého saskatchewanského počasí.
Těm stále ještě vzdorují místní hokejové a curlingové kluziště, tzv. Losí lóže (Benevolent and Protective Order of Elks), strongfieldská kavárna a poštovní úřad a také malý kostel církve United Church of Canada. Obec stojí velice blízko řeky South Saskatchewan a přehradní nádrže Lake Diefenbaker vytvořené přehradou Gardiner Dam, jednou z největších zemí plněnou sypanou hrází na světě, která se začala stavět v roce 1959 a byla kompletně dokončena o osm let později. Uprostřed obce je rozsáhlý (na obec její velikosti) cenotaf čili památník strongfieldských vojáků padlých v obou světových válkách.
K příležitosti saskatchewanského stého výročí se zde dne 2. července 2005 konala slavnost na obecním kluzišti, kteréžto aktivity zahrnovaly palačinkovou snídani, turnaj v házení podkov, přehlídku, pouliční tance, hokej, pivní zahrádky, slavnostní večeři a podobně.

## Dějiny
Počátky osídlení Strongfieldu se datují až k roku 1903 - velké vlně osidlování západu a rozvoje kanadských prérií. Úředně zapsáno jako vesnice bylo roku 1912, právě sedm let po vstupu Saskatchewanu do Kanadské konfederace. Od tohoto času prosperovalo a rozvinulo se v hospodářský a společenský uzel rostoucí populace tamějšího kraje.
Oblast byla prvně mapována vládním zeměměřičem J.A. Maddockem a jeho spolupracovníky od května do července 1883, krátce poté, co se bývalé země Společnosti Hudsonova zálivu staly součástí Kanadského dominia a byly začleněny do tehdejších Severozápadních teritorií. Zeměměřičský systém na kanadských prériích byl založen na podobném systému tomu, který přijaly Spojené státy. Okresy (townships) byly rozděleny do 36 sekcí (každá o rozloze 640 km²). Čtverec o rozloze 640 km² byl dále dělen na čtvrtky o rozloze 160 km². Strongfield bylo nakonec situováno v okrese 27, rajónu(range) 5, západně od třetího poledníku.
Vláda kanadského dominia, která hledala cesty jak utvrdit železniční společnosti v názoru, že na západě je úrodná zemědělská půda, si zangažovala na pomoc dva Kanaďany, plukovníka Davidsona (po němž je pojmenováno městečko Davidson) a A.D. McRae. Navštívili prérie a obrátili se do Spojených států ucházet se o kapitál. Založili společnost Saskatchewan Valley Land Company, nakoupili 500 000 akrů (2000 km²) půdy mezi Saskatoonem a Reginou od vlády kanadského dominia za dolar za akr a začali lákat k osidlování. Společnost následně koupila 1,250,000 acres (5060 km²) od železničních společností za $1.75 za akr. Naverbovali více než dva tisíce realitních agentů k nabízení pozemků a prodali toto území v roce 1901 za $1,75 za akr. Cena později vzrostla až na sedm a poté i deset dolarů za akr.
George Armstrong, obchodník z Markdale, byl jedním z těchto agentů a zřejmě díky jeho vlivu a povzbuzování více než jednu třetinu prvních usedlíků tvořili bývalí obyvatelé oblasti Markdale-Meaford v Ontariu.
Další velká část prvních kolonistů se skládala z finských osadníků z obou Dakot, kteří si zabrali pozemky k usazení na březích řeky South Saskatchewan. Několik málo potomků těchto osadníků ještě zůstalo v strongfieldské oblasti, ale většina své pozemky prodala a přestěhovala se na západní stranu řeky, kde žila většina finských osadníků.
Třetí největší segment populace přišel do oblasti ze střední části Spojených států a byl povětšinou norského původu. Dostali se sem z velké části díky úsilí norského luteránského duchovního a zakladatele blízké obce Hanley, Knuta B. Birkelanda, který k tomu přispěl psaním inzerátů do noroamerických novin, kterými přesvědčil mnohé Nory z obou Dakot, Minnesoty, Iowy a Wisconsinu, aby své domácnosti přestěhovali do Saskatchewan. Později přišli také příbuzní těchto raných norských pionýrů přímo z Norska.
Na rozdíl od většiny saskatchewanských vesnic zažilo Strongfield jistý populační a hospodářský boom po dobu asi deseti let během pozdních 50. a první polovině 60. let díky výstavbě přehradní hráze Gardiner Dam na řece South Saskatchewan nějakých 20 km na západ odtud.

## Původ jména "Strongfield"
Existuje několik rozdílných teorií zabývajících se původem názvu vsi.